# Pfeiffera miyagawae
Pfeiffera miyagawae ist eine Pflanzenart aus der Gattung Pfeiffera in der Familie der Kakteengewächse (Cactaceae).

## Beschreibung
Pfeiffera miyagawae wächst epiphytisch und strauchig mit anfangs aufrechten, später ausgespreizten oder hängenden Trieben. Die meist dreikantigen, manchmal auch vier- oder fünfkantigen, weichfleischigen, etwas gehöckerten Triebsegmente sind bis zu 1 Meter lang und weisen Durchmesser von 1,5 bis 2 Zentimeter auf. Die kurz weiß bewollten Areolen tragen drei bis fünf weißliche Dornen von bis zu 7 Millimeter Länge.
Die breit glockenförmigen, leuchtend orangefarbenen Blüten erscheinen in der Nähe der Triebspitzen. Sie sind bis zu 1,5 Zentimeter lang und erreichen Durchmesser von 3 bis 4 Zentimeter. Ihr Perikarpell ist gehöckert und mit zahlreichen Borsten besetzt. Die kugelförmigen, weißlichen, durchscheinenden  Früchte weisen Durchmesser von bis zu 1 Zentimeter auf.

## Verbreitung, Systematik und Gefährdung
Pfeiffera miyagawae ist im bolivianischen Departamento Santa Cruz in den Yungas-Wäldern Höhenlagen von 600 Metern verbreitet.
Die Erstbeschreibung erfolgte 1987 durch Wilhelm Barthlott und Werner Rauh. Nomenklatorische Synonyme sind Lepismium miyagawae (Barthlott & Rauh) Barthlott (1987) und Rhipsalis miyagawae (Barthlott & Rauh) Kimnach (1996).
In der Roten Liste gefährdeter Arten der IUCN wird die Art als „Data Deficient (DD)“, d. h. mit keinen ausreichenden Daten geführt.

## Nachweise